# NGC 5289
NGC 5289 (другие обозначения — UGC 8699, MCG 7-28-58, ZWG 218.42, IRAS13430+4145, PGC 48749) — спиральная галактика с перемычкой (SBab) в созвездии Гончие Псы.
Этот объект входит в число перечисленных в оригинальной редакции «Нового общего каталога».